# 宮入興一
宮入 興一（みやいり こういち、1942年 - 2023年12月25日）は、日本の経済学者。愛知大学経済学部名誉教授。長崎大学名誉教授。専門は、財政学、地方財政論。企業城下町・炭鉱閉山地域の問題や、諫早湾干拓・大規模災害・市町村合併などの地域問題の研究に従事し、関連する社会運動にも参加した。

## 来歴
- 1942年 - 長野県に生まれる。
- 1964年 - 埼玉大学文理学部経済学科卒業。
- 1964年 - 三菱銀行入行。
- 1975年 - 大阪市立大学大学院経済学研究科修士課程修了。
- 1979年 - 大阪市立大学大学院経済学研究科博士後期課程単位取得満期退学。
- 1979年 - 長崎大学商科短期大学部勤務。
- 1997年 - 長崎大学経済学部教授。
- 2001年 - 愛知大学経済学部教授。
- 2023年 - 12月25日、満81歳で没。

## 著書

### 単著
- 『諌早湾干拓事業の公共性を問う：歴史的経緯とその利権構造をえぐる』，花伝社，2023年

### 編著
- 『現代日本租税論』，税務経理協会，2006年

### 共著
- 『現代日本地方財政論』（岩元和秋編）, 有斐閣, 1982年
- 『災害復興と居住福祉』（早川和男・井上英夫・吉田邦彦編）, 信山社, 2012年
- 『東日本大震災 住まいと生活の復興』（日本住宅会議編）, ドメス出版, 2013年
- 『東日本大震災 復興の検証』（網島不二雄・岡田知弘・塩崎賢明・宮入興一編）, 合同出版, 2016年

## 論文

### 単著
- 「所得税「減税」政策の展開過程―わが国「高度成長」期「調整減税」方式の展開とその矛盾」，『経済学雑誌』，大阪市立大学経済学会, 76(1), 1977
- 「現代の福祉と課税―社会的共同消費条件の財政負担に関する一試論」，『経済学雑誌』，大阪市立大学経済学会, 79(4), 1979
- 「戦後日本対外援助政策の特質と展開」，『経営と経済』，長崎大学経済学会，61(4), 1982
- 「1970年代におけるわが国対外援助政策の展開と財政」，『経営と経済』，長崎大学経済学会, 62(2), 1982
- 「長崎豪雨禍 その政治経済学―都市づくりに市民の主体的参加を」，『エコノミスト』，毎日新聞社, 60(46), 1982
- 「大規模電源立地による地域経済社会の変容と地方財政―長崎県大瀬戸町と松島火力発電所を中心として」，『経営と経済』，長崎大学経済学会, 63(3), 1983
- 「「企業城下町」における地域自治の発展と自治体行財政(上) 長崎県香焼町と巨大造船所立地を中心として」，『経営と経済』，長崎大学経済学会, 64(4), 1985
- 「「企業城下町」における地域自治の発展と自治体行財政(下) 長崎県香焼町と巨大造船所立地を中心として」，『経営と経済』，長崎大学経済学会, 65(1), 1985
- 「企業都市における都市経済の発展と地方行財政―造船業の展開と「企業城下町」・長崎」，『経営と経済』, 長崎大学経済学会, 66(1), 1986
- 「炭鉱都市の「崩壊」と地域・自治体―高島炭鉱閉山と自治体財政(1)」，『経営と経済』，長崎大学経済学会, 69(2), 1989
- 「炭鉱都市の「崩壊」と地域・自治体―高島炭鉱閉山と自治体財政(2)」，『経営と経済』，長崎大学経済学会, 69(3), 1989
- 「炭鉱都市の「崩壊」と地域・自治体―高島炭鉱閉山と自治体財政(3)」，『経営と経済』，長崎大学経済学会, 69(4), 1990
- 「炭鉱都市の「崩壊」と地域・自治体―高島炭鉱閉山と自治体財政(4)」，『経営と経済』，長崎大学経済学会, 70(1), 1990
- 「1980年代におけるアメリカ補助金政策の展開―州政府の役割変化を中心に(1)」，『経営と経済』，長崎大学経済学会, 70(4), 1991
- 「企業都市の概念と構造的特徴―企業都市の構造・変容と地方自治(1)」，『経営と経済』，長崎大学経済学会, 71(2), 1991
- 「災害問題と地域・自治体―自然的災害における被害の全体像と複合的被害構造の解明―雲仙火山災害を事例として」，『経営と経済』，長崎大学経済学会, 73(1), 1993
- 「火山災害と地域社会」，『長崎大学公開講座叢書』, 6, 1994
- 「火山災害下の地域経済社会と地方財政」，『長崎大学公開講座叢書』, 6, 1994
- 「雲仙火山災害の特徴と災害対策の諸課題」，『日本の科学者』，日本科学者会議, 29(7), 1994
- 「災害対策と地方財政運営―雲仙火山災害と県レベルの財政運営の対応」，『経営と経済』，長崎大学経済学会, 74(3), 1994
- 「新しい円高・「国際化」時代の企業都市と地方自治・地方財政」，『長崎県立大学論集』，長崎県立大学学術研究会, 28(4), 1995
- 「長期化大規模災害下の災害対策と地方財政システムの改善」，『雲仙火山災害の調査研究(第4報)』長崎大学調査研究グループ報告書, 1996
- 「大震災と財政改革」，『経営と経済』，長崎大学経済学会，75(3/4), 1996
- 「震災復興と公的支援」，『経営と経済』，長崎大学経済学会, 77(2), 1997
- 「諫早湾干拓事業の「公共性」と費用対効果評価」，『経営と経済』，長崎大学経済学会, 77(4), 1998
- 「公共事業における費用対効果評価：諫早湾干拓事業を契機として」，『経営と経済』，長崎大学経済学会, 78(3/4), 1999
- 「自然災害における被災者災害保障と財源問題：雲仙火山災害と阪神淡路大震災との比較視点から」，『経営と経済』，長崎大学経済学会, 79(2), 1999
- 「災害の政治経済学の展開と課題」，『立命館経済学』, 48(4), 1999
- 「日本の地方自治と地方財政」，『セミナー現代地方財政』，勁草書房，2000
- 「震災復興における国の行財政対応と神戸市財政」，『経営と経済』，長崎大学経済学会, 80(2), 2000
- 「被災者生活再建支援対策の展開と課題」，『経営と経済』，長崎大学経済学会, 80(4), 2001
- 「被災者生活再建支援対策の現状と展望」，『都市問題研究』, 53(3), 2001
- 「公共事業と費用対効果評価―農林水産省型費用対効果分析の問題点と諫早湾干拓事業」，『経済論集』，愛知大学経済学会, 156, 2001
- 「大規模公共事業の破綻と地域経済・地方財政―諫早湾干拓事業を素材として」，『経済論集』，愛知大学経済学会, 159, 2002
- 「土地改良事業と費用対効果評価：国営川辺川土地改良事業を素材として」，『熊本学園大学経済論集』, 9(3/4), 2003
- 「市町村合併と地域経済・自治体財政の変貌(1)」，『経済論集』，愛知大学経済学会, 165, 2004
- 「市町村合併と地域経済・自治体財政の変貌(2)」，『経済論集』，愛知大学経済学会, 166, 2004
- 「「平成の大合併」と残された諸課題―地域内分権化と地域住民自治の展開を中心に」，『年報・中部の経済と社会』, 2005
- 「「平成の大合併」と地域内分権・自治への模索」，『年報・中部の経済と社会』, 2005
- 「中越大震災と財政問題」，『住民と自治』, 504, 2005
- 「中越大震災復興の財政課題」，『住民と自治』, 506, 2005
- 「災害問題の変貌と災害対策地方行財政の改革課題」，『経済論集』，愛知大学経済学会, 169, 2005
- 「国営諫早湾干拓事業と費用対効果評価―第2次変更計画を中心に」，『経済論集』，愛知大学経済学会, 172, 2006
- 「被災者生活再建支援法をめぐる教訓と改革の課題」，『女性＆運動』，153, 2007
- 「石油コンビナート災害と臨海部リスク管理の課題 -四日市石油コンビナートを中心に」,『年報・中部の経済と社会』 2008年版, 71-97, 2008
- 「能登半島地震の復興課題と政策展開」,『Cures newsletter』 78, 1-6, 2008
- 「『平成大合併』における『地域自治組織』の導入の特徴と意義 -宮崎市合併を素材として」,『経済論集』 (177), 1-33, 2008
- 「平成大合併における都市内分権と地域住民自治の重層的展開 -宮崎市1市3町合併を中心として」,『経済論集』 (178), 21-63, 2008
- 「被災者生活再建と地域社会復興への支援制度の展望」,『議会と自治体』 (129), 70-85, 2009
- 「災害復興における生活・生業再建支援制度の到達点と今後の課題 -中越沖地震災害と近年の自然災害の検証を中心に」,『経済論集』 (179), 1-37, 2009
- 「四川大震災の社会経済的要因と復興過程の諸課題」,『経済論集』 (183), 1-49, 2010
- 「東日本大震災の特徴と復旧・復興の諸課題」,『環境と公害』 41(1), 2-8, 2011
- 「東日本大震災の特徴と震災復興計画の検証」,『年報・中部の経済と社会』, 3-25, 2011
- 「災害と防災の地域経済学  -東三河の地域経済社会に与えた東日本大震災の衝撃と地域防災計画の見直し課題を素材として」,『年報・中部の経済と社会』, 93-115, 2011
- 「四川大震災の災害像の実体と復興政策の理念と現実」,『立命館經濟學』 59(6), 933-961, 2011
- 「都市内分権化と地域自治組織の新展開 -宮崎市の「地域自治区」の動向を素材として」,『経済論集』 (185), 23-74, 2011
- 「破綻した公共事業としての諫早湾干拓事業と政治経済学的問題」,『日本の科学者』 46(5), 977-983, 2011
- 「東日本大震災と復興のかたち -成長・開発型復興から人間と絆の復興へ」,『世界』 (820), 43-54, 2011
- 「東日本大震災をめぐる復興予算・復興事業と税財政問題」,『年報・中部の経済と社会』, 47-70, 2012
- 「復旧・復興の課題と災害復興制度の抜本転換」,議会と自治体 (165), 39-48, 2012
- 「東日本大震災の災害像と復興の諸課題」,『地域経済学研究』 -(23), 62-64, 2012
- 「東日本大震災から1年 復興を考える  -災害復興制度と復興予算をめぐって」,国土問題 (73), 39-53, 2012
- 「災害と復興の地域経済学  -人間復興の地域経済学の提起に向けて」,『地域経済学研究』 (25), 3-24, 2012
- 「東日本大震災の復興とアベノミクス」,『年報・中部の経済と社会』 2013年版, 133-155, 2013

### 共著
- 町村敬志・神野直彦・宮入興一，「受賞のことば 第21回東京市政調査会藤田賞」，『都市問題』, 86(10), 1995
- 宮入興一・西川直子，「時代を読む 市民版「時のアセス」で解明した諫早干拓の理不尽な「費用対効果」」，『建築ジャーナル』，994, 2001

## 書評
- 「書評 池上岳彦著『分権化と地方財政』」，『財政と公共政策』，27(1), 2005

## 記念論文集
- 『愛知大学名誉教授宮入興一先生喜寿祝賀記念論文集』（宮入興一先生喜寿祝賀記念論文集編集委員会編）, 三恵社, 2019年

## 受賞
- 1995年　第21回藤田賞受賞。

## その他
- ユニチカ事業所跡地売却住民訴訟の原告団長[1]。2019年7月16日、名古屋高等裁判所は原告の訴えを全面的に認めた一審判決を変更し、佐原光一豊橋市長に約20億9千万円の請求を命じた[2][3]。